# Jean Duvergier de Hauranne

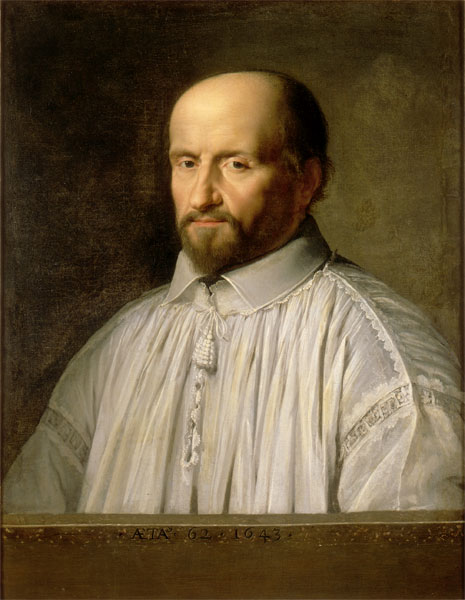
Jean Duvergier de Hauranne, portret naar een dodenmasker (omgeving van Philippe de Champaigne).

Jean du Vergier de Hauranne, Abbé van Sint-Cyran (Bayonne, 1581 – Parijs, 11 oktober 1643) was een Frans theoloog die het Jansenisme in Frankrijk introduceerde.
In het begin van de 17e eeuw studeerde Jean du Vergier de Hauranne theologie aan de Universiteit van Leuven. Hij vormde daar een vriendschap met collega-student Cornelius Jansen. Als rijkere van de twee werd Vergier een aantal jaren Jansens patroon. Hij bezorgde Jansen in 1606 een baan als tutor in Parijs. Twee jaar later slaagde hij er in om Jansen in een docentschap aan het bisschoppelijk college in zijn geboortestad, Bayonne, benoemd te krijgen. Het duo bestudeerde tot 1617, toen beide Bayonne verlieten, samen de kerkvaders, met een speciale focus op het gedachtegoed van Augustinus van Hippo. 
In 1618 werd hij tot priester gewijd en in 1620 werd hij benoemd tot abt sinecure van de Abdij van Sint-Cyran. Hij stichtte een heremietenbeweging (Solitaires) in het voormalig klooster Port-Royal des Champs bij Versailles. Hij zette zich in voor de strijd tegen de hugenoten, maar ageerde ook tegen de jezuïeten. Dit laatste joeg kardinaal de Richelieu tegen hem in het harnas en Saint-Cyran (zoals hij gewoonlijk werd genoemd) zat van 1638 tot 1642 in de gevangenis.
- Biblioteca Nacional de España: XX1195240
- Bibliothèque nationale de France: cb12077330b (data)
- Catàleg d'autoritats de noms i títols de Catalunya: 981058518704006706
- CiNii: DA15628248
- Gemeinsame Normdatei: 118681400
- International Standard Name Identifier: 0000 0001 0886 3431
- Library of Congress Control Number: nr96027622
- Nationale Bibliotheek van Tsjechië: ola2013762806
- Nationale bibliotheek van Australië: 49513992
- Nationale Bibliotheek van Israël: 987007260758105171
- Nederlandse Thesaurus van Auteursnamen: 070176817
- Réseau des bibliothèques de Suisse occidentale: 02-A000053901
- Istituto Centrale per il Catalogo Unico: SBLV248382
- LIBRIS: 50238
- Système universitaire de documentation: 029070988
- Trove: 1491290
- Virtual International Authority File: 34481070
- WorldCat: E39PBJfRCcq7GhPPHPpk6cqG73